# Giorgio Zattoni
Giorgio Zattoni (nascido em 20 de Março de 1976) é um skatista de Savarna, Itália.
Ele foi a segunda pessoa a fazer o 900 graus no skate (o primeiro foi Tony Hawk); e atualmente, ainda só seis pessoas contando com ele acertaram o 900; que foram: Tony Hawk, Sandro Dias, Bob Burnquist, Alex Perelson, Mitchie Brusco e ele.